# Pseudoweinmannia apetala
Pseudoweinmannia apetala är en tvåhjärtbladig växtart som först beskrevs av Frederick Manson Bailey, och fick sitt nu gällande namn av Adolf Engler. Pseudoweinmannia apetala ingår i släktet Pseudoweinmannia och familjen Cunoniaceae. Inga underarter finns listade i Catalogue of Life.